# Ашапское сельское поселение
Аша́пское се́льское поселе́ние — муниципальное образование в Ординском районе Пермского края Российской Федерации.
Административный центр — село Ашап.

## История
Статус и границы сельского поселения установлены Законом Пермской области от 10 ноября 2004 года № 1749-360 «Об утверждении границ и о наделении статусом муниципальных образований Ординского района Пермской области»

## Население
| 2010  | 2012  | 2013  | 2014  | 2015  | 2016  | 2017  |
| ----- | ----- | ----- | ----- | ----- | ----- | ----- |
| 2310  | ↘2262 | ↗2267 | ↗2277 | ↗2323 | ↘2291 | ↗2295 |
| 2018  | 2019  |       |       |       |       |       |
| ↗2305 | ↘2280 |       |       |       |       |       |

## Состав сельского поселения
| № | Населённый пункт | Тип населённого пункта       | Население |
| - | ---------------- | ---------------------------- | --------- |
| 1 | Ашап             | село, административный центр | ↘1534     |
| 2 | Баляковка        | деревня                      | 3         |
| 3 | Михайловка       | деревня                      | 134       |
| 4 | Сосновка         | село                         | 300       |
| 5 | Тайся            | деревня                      | 18        |
| 6 | Щелканка         | деревня                      | 207       |

## Местное самоуправление
Главы сельсовета
- Кулешов Александр Иванович (2008 - 2018 г.г.)
- Лиханов Иван Анатольевич (на данный момент)